# 八幡台 (佐倉市)
八幡台（はちまんだい）は、千葉県佐倉市の町丁。現行行政地名は八幡台一丁目から八幡台三丁目。郵便番号285-0867。

## 地理
北は臼井田、南は臼井台に隣接している。

## 世帯数と人口
2017年（平成29年）10月31日現在の世帯数と人口は以下の通りである。
| 丁目         | 世帯数  | 人口    |
| ------------ | ------- | ------- |
| 八幡台一丁目 | 351世帯 | 829人   |
| 八幡台二丁目 | 283世帯 | 665人   |
| 八幡台三丁目 | 258世帯 | 573人   |
| 計           | 892世帯 | 2,067人 |

## 小・中学校の学区
市立小・中学校に通う場合、学区は以下の通りとなる。
| 地域         | 小学校             | 中学校               |
| ------------ | ------------------ | -------------------- |
| 八幡台一丁目 | 佐倉市立臼井小学校 | 佐倉市立臼井西中学校 |
| 八幡台二丁目 | 佐倉市立臼井小学校 | 佐倉市立臼井西中学校 |
| 八幡台三丁目 | 佐倉市立臼井小学校 | 佐倉市立臼井西中学校 |

## 施設

### 一丁目
- 八幡台一号公園

### 二丁目
- 佐倉市コミュニティーセンター八幡台会館
- 八幡社
- 八幡台二号公園

### 三丁目
- 八幡台三号公園
- 八幡台四号公園
- 八幡台五号公園